# ラツワヴィツェの戦い

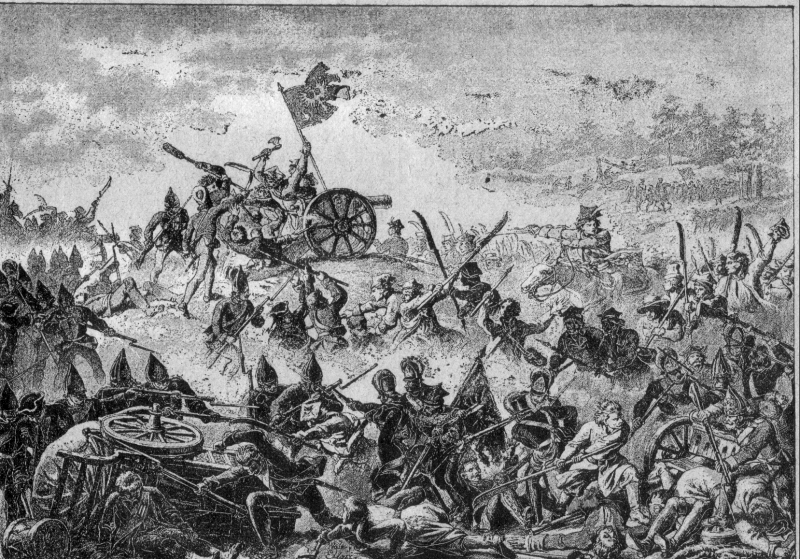
ラツワヴィツェの戦い（ミハウ・スタホヴィチによる19世紀の絵）

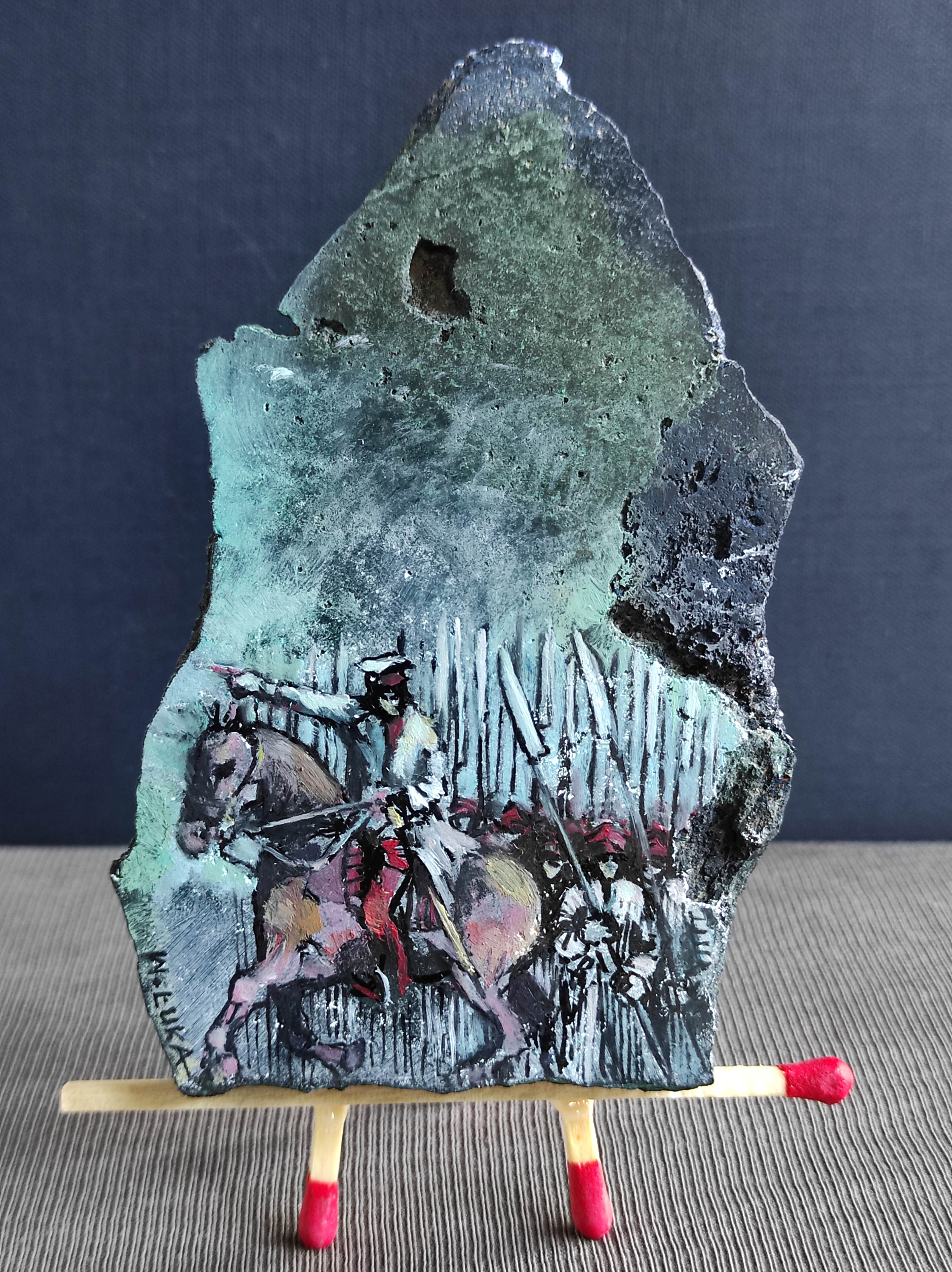
"ラツワヴィツェの戦い", ヴォイチェフ・ルカ 132 x 77 mm, ティヒのヘンリク・ヤン・ドミニアク・ミニチュア専門美術館.

ラツワヴィツェの戦い (ポーランド語: Bitwa pod Racławicami) は、1794年4月4日にポーランド・マウォポルスカのラツワヴィツェ村で起きた、コシチュシュコの蜂起中の戦闘:185。
ロシア帝国に対して蜂起したタデウシュ・コシチュシュコ率いるポーランド・リトアニア共和国軍がロシア軍と初めて衝突し、勝利した戦闘であった。

## 戦闘
ロシア軍は、アレクサンドル・トルマソフ率いる3000人がコシチュシュコ軍を足止めし、これを南からフョードル・デニソフ率いる2500人が叩くという計画を立てた:185。トルマソフ軍に遭遇したコシチュシュコは、まず近くの丘を押さえ、左翼にアントニ・マダリンスキを、右翼にユゼフ・ザヨンチェクを配置した:185。トルマソフは長い時間待たぬうちに、午後3時に丘への攻撃を始め、大砲を設置した:185。対するコシチュシュコは、「我が友よ、あの大砲を獲れ！神のため、そして祖国のために、信念とともに進め！」と叫び、農民兵たちを鼓舞した:185。
ポーランド農民兵の一団は最初の突撃で敵の12ポンド砲を3門奪い、2度目の攻撃でさらに8門の大砲を奪った:186。コシチュシュコは左翼へ移り、コスィニェシ（大鎌を持った農兵）を引き連れて自ら銃剣突撃をしかけ、ロシア軍を撃退した:186。

## 軍容
ラツワヴィツェの戦いに参加したポーランド軍の軍容は次のとおりである。
| 2個大隊         | チャプスキ歩兵連隊           | 400人 |
| 2個大隊         | ヴォズィツキ歩兵連隊         | 400人 |
| 2個大隊         | オジャロフスキ歩兵連隊       | 400人 |
| 1個大隊         | ラチンスキ歩兵連隊           | 200人 |
| 10個騎兵大隊    | アントニ・マダリンスキ騎兵隊 | 400騎 |
| 10個騎兵大隊    | マグネト騎兵隊               | 400騎 |
| 4個騎兵大隊     | ベルナツキ騎兵隊             | 160騎 |
| 2個補助騎兵大隊 | ヴュルテンベルク公国         | 80騎  |
| 総勢2440人      |                              |       |

これに加え、マウォポルスカで戦鎌とパイクで武装した志願農兵、いわゆるコスィニェシが2000人ほどコシチュシュコ軍に合流していた。またこの陣営には11門の大砲があった。

## 結果
戦闘は、敵を分断しているうちに比較的少数の敵を破ったコシチュシュコの戦術的勝利に終わった。しかし彼の軍は勝利を十分に生かすにはあまりにも小規模であり、逃げおおせたデニソフらロシア軍をマウォポルスカから追い出すことができなかった。 

## その後
コシチュシュコはクラクフへ戻り、ボストフの野に野営した:185。

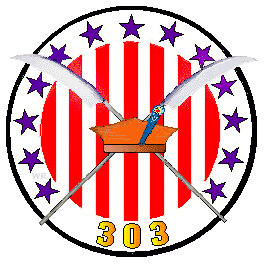
第303騎兵大隊のエンブレム

戦後、コシチュシュコは大砲を奪った農民兵たちの武勇を称え、みずからマウォポルスカの伝統的な農民服であるスクマナを着て行進した:186。また最初に大砲を奪った農兵ヴォイチェフ・バルトシュ・グウォヴァツキを表彰した。彼は本項冒頭のヤン・マテイコによる絵にも描かれている。彼は今にも弾を放とうとしていた大砲の導火線に自分の帽子をかぶせ、火を消したのである:185。褒賞として、グウォヴァツキは自由と広い土地、そして旗手の役を与えられた:186。
コシチュシュコが初戦で勝利を飾ったという報により、蜂起は他の地域にも飛び火し、まもなく首都ワルシャワでも蜂起が起きた。またこの戦いに多くの農民が参加し、活躍したことは、ポーランド農民が農奴から脱却して市民と同等の権利を得るための政治運動の出発点となった。

## 後世への影響
コシチュシュコ軍の兵が用いた赤い帽子と戦鎌は、第二次世界大戦中に亡命ポーランド人によって結成された第303コシチュシコ戦闘機中隊のエンブレムとなった。この部隊はバトル・オブ・ブリテンで活躍したことで知られている。
ワルシャワ無名戦士の墓には、ラツワヴィツェの戦いを記念した"RACŁAWICE 4 IV 1794"という碑文が彫られている。